# Heterogymna
Heterogymna is een geslacht van vlinders van de familie Carposinidae, uit de onderfamilie Millieriinae.

## Soorten
- H. anterastes Diakonoff, 1954
- H. coloba Diakonoff, 1989
- H. collegialis Meyrick, 1925
- H. comitialis Meyrick, 1925
- H. cheesmanae Bradley, 1962
- H. chorospila Meyrick, 1922
- H. globula Diakonoff, 1973
- H. gyritis Meyrick, 1910
- H. heptanoma Meyrick, 1925
- H. melanococca Diakonoff, 1954
- H. melanocrypta Diakonoff, 1967
- H. metarsia Diakonoff, 1989
- H. ochrogramma Meyrick, 1913
- H. pardalota Meyrick, 1922
- H. parthenia Diakonoff, 1954
- H. polystigma Diakonoff, 1954
- H. seriatopunctata (Matsumura, 1931)
- H. stenygra Diakonoff, 1954
- H. toxotes Diakonoff, 1989
- H. xenochroma Diakonoff, 1954
- H. zacentra Meyrick, 1913